# پرایسا
پرایسا (انگلیسی: PRISA) شرکت رسانه‌ای اسپانیایی است، که در سال ۱۹۷۲ توسط جیزس دی پولانکو تأسیس شد.